# 발티스키역
발티스키역(러시아어: Балтийский вокзал)은 상트페테르부르크에 위치한 역이다(오브보드노고 터널 120). 페테르호프를 연결한다. 1857년 7월 21일에 개통했는데, 당시의 역명은 페테르곱스키(Петергофский) 역이었다. 현재는 러시아에서 가장 많은 짐을 운송하는 역이다.
역사는 1855년에서 1857년에 건축가인 알렉산드르 크라카우(Александр Иванович Кракау)가 지었다. 역사는 두 부분으로 나뉘어 있는데, 왼쪽 지역은 차르와 그 가족들을 위해 지어졌다. 플랫폼은 유리로 구성되었다. 1931년에서 1932년에 개조했다. 왼쪽 역은 상트페테르부르크 지하철 발티스카야역으로 향한다.